# Noël Akossi Bendjo
Noël Akossi Bendjo, né le 15 janvier 1951 à Abidjan, est un chef d'entreprise et homme politique ivoirien, ingénieur en génie chimique de formation.
Depuis 1997, il a participé à la direction de plusieurs entreprises ivoiriennes majeures en tant que directeur général ou au sein de leur conseil d'administration. Élu maire PDCI de la commune abidjanaise du Plateau en mars 2001, il a été décoré le 27 juillet 2018 par le groupe Afrique Intelligence du prix SPADE (Super Prix Africain de l'Excellence) en tant que meilleur maire d'Afrique et meilleur gestionnaire de collectivités locales. Révoqué de ses fonctions pour raisons politiques par décret prononcé en conseil des ministres, il a été contraint à l'exil en France,.

## Origines et études
Noël Akossi Bendjo est né le 15 janvier 1951 à Abidjan, au temps de l'Afrique-Occidentale française. Il est fils de cheminot.
Il poursuivit des études au Canada à l'université Laval, où il obtint un BSc d'ingénieur en 1977, puis une MSc en génie chimique en 1979.
Nöel Akossi Bendjo est marié à Lydie Assita Dao, et est père de sept enfants.

## Carrière dans l'entreprise
À son retour du Canada en 1979, Noël Akossi Bendjo accède au poste de directeur des logistiques et des programmes au sein de la société ivoirienne de raffinage. Il sera par la suite responsable de l'informatique industrielle et du contrôle technique jusqu'en 1994. Il en devient directeur commercial et logistique en 1995, puis directeur général de 1997 à 2000.
Sous sa direction, la SIR a procédé à l'automatisation de ses processus de production, et mis en route un plan de développement stratégique pour l'horizon 2015.
Noël Akossi Bendjo a siégé au sein des conseils d'administration de nombreuses sociétés et groupes ivoiriens, tels que la NSIA, la BIAO, la Société de développement et de promotion du Plateau, et d'autres. Il a également participé à des missions et séminaires en partenariat avec la Banque mondiale et le Fonds monétaire international, et fut membre permanent du Forum économique mondial de 1998 à 2000. Il a été, en outre, membre du conseil d'administration de l'African Technology Policy System de novembre 2007 à 2012.
Nöel Akossi Bendjo est le fondateur et actuel président du conseil d'administration de la Fondation Benianh International.

## Carrière politique
Noël Akossi Bendjo est un membre et un élu du parti démocratique de Côte d'Ivoire. Il siège au sein du bureau politique du parti et assume la fonction de secrétaire exécutif chargé de l'organisation et de la mobilisation.
Il a été élu maire de la commune abidjanaise du Plateau lors des élections municipales ivoiriennes de 2001. Il a ensuite été réélu lors des élections locales d'avril 2013 et reconnu par ses pairs en juillet 2018 comme le meilleur maire d’Afrique et meilleur gestionnaire de collectivités locales. Ce prix SPADE (Super Prix Africain de l’Excellence) lui a été décerné à Casablanca le 27 juillet 2018 par le groupe Afrique Intelligence.
Son refus de rejoindre le RHDP (parti unifié voulu par le président Alassane Ouattara) lui a valu toute une série de déboires judiciaires. Soutenu par la population, il est pourtant destitué de son mandat en août 2018 alors qu’il se trouvait en mission en Europe. Il est condamné un an plus tard par contumace et sans avoir été convoqué à son propre procès sur la base d’accusations infamantes de détournement de fonds dont il dénonce le caractère fallacieux,,,.
Cette condamnation est intervenue au moment où le magazine Jeune Afrique le présentait comme un candidat crédible du PDCI à la prochaine élection présidentielle de République de Côte d’Ivoire.
En janvier 2019, Noël Akossi Bendjo contribue à la création de l'Union de la diaspora pour la Côte d’Ivoire (UDCI) dont l'objectif est de mobiliser l’ensemble des Ivoiriens de la diaspora derrière le projet lancé par le président Henri Konan Bédié de plateforme d’alliance des partis d’opposition.
Henri Konan Bédié, président du PDCI depuis 1994, meurt le 1er août 2023. Un 8e congrès extraordinaire est organisé en décembre 2023 pour élire un remplaçant et Noël Akossi Bendjo est candidat à la présidence. Il retire sa candidature après l'intervention du comité de conciliation du parti. Tidjane Thiam est élu président du parti et en mars 2024, Noël Akossi Bendjo est nommé coordonnateur général du parti.

### Ouvrages
- Etude comparative de l'oxydation du bitume lors du malaxage par le malaxeur conventionnel et le malaxeur-sécheur
  - Université Laval, 1979 (OCLC 77397814)
  - Bibliothèque nationale du Canada, 1981 (OCLC 15889811)
- Demain la Côte d'Ivoire, Éditions Éburnie, 2005  (ISBN 2847701052)